# Lalevade-d'Ardèche
Lalevade-d'Ardèche é uma comuna francesa na região administrativa de Auvérnia-Ródano-Alpes, no departamento de Ardèche. Estende-se por uma área de 2,27 km². Em 2010 a comuna tinha 1 125 habitantes (densidade: 495,6 hab./km²).